# II Zbór Kościoła Chrześcijan Baptystów „Opoka” w Katowicach
Drugi Zbór Kościoła Chrześcijan Baptystów „Opoka” w Katowicach – zbór Kościoła Chrześcijan Baptystów, znajdujący się w Katowicach przy ulicy Wojewódzkiej 29/8, w dzielnicy Śródmieście. Pastorem zboru w 2022 roku był Ireneusz Górczyński.